# 井上東万
井上 東万（いのうえ とうま、2001年6月26日 - ）は、日本のタレントである。EBiDAN、MAGiC BOYZ、HONG￥O.JP の元メンバー。
静岡県出身。スターダストプロモーション新人部所属。
2023年3月末を持って事務所を退所、芸能界引退を表明したが、その後松田琉冬と組んでRYUTOMAとしてヒップホップ活動に復帰。

## 人物
スターダストプロモーションの若手男性アーティスト集団EBiDAN（恵比寿学園男子部）のメンバーであり、EBiDAN内で結成された中学生ラップグループ「MAGiC BOYZ」に所属していた。その後の活動の変遷はHONG￥O.JPに記載。
好きな食べ物はいくらで、趣味はサッカー・読書、特技は、ダンス・暗記・英会話である。

## 出演

### ドラマ
- 新春ワイド時代劇白虎隊〜敗れざる者たち（2013年1月）テレビ東京

### バラエティ
- 『EBiDAN』（2013年9月16日 - 不定期出演）TOKYO MX
- 『EBiDANボンバー』（2014年7月5日 - 不定期出演）BS11
- 『EBiDANアミーゴ』（2014年10月14日 - 不定期出演）BS日テレ

### CM
- ピザーラ（2009年3月14日 - 2009年6月13日　TVCF、Web）
- ソニー Blu-ray（2009年4月1日 - 2009年9月31日[要検証 – ノート]　店頭・イベント用PV）
- キンカン、クールソフト「(噛まれました篇」（2009年5月 - 2009年11月　TVCF、Web）
- CCP「ラジコン模型」（2009年9月16日 - 2010年9月15日　TVCF、WEB、店頭）
- アビバ「みんなのアビバ篇」（2011年9月2日 - 2012年6月1日　ALL媒体・WEB）
- P&G「レノアハピネス」（2015年4月1日 - 、ALL媒体・WEB）

### PV
- サンボマスター「できっこないをやらなくちゃ」（2010年2月24日）
- 秦基博「メトロ・フィルム」（2010年9月8日）

### イベント
- 'VIKIN,MARIN Birthday Bash!!' COLDPRESSED JAM!（2023年9月23日）[2]

## 作品

### シングル
- RYUTOMA結成1st Single『BiRiBiRi!!』(2023年10月14日)[3]

- RYUTOMA2nd Single『NEW WORLD』(2024年2月14日)[4]